# Charodské údolí
Charodské údolí (hebrejsky: עמק חרוד, anglicky: Harod Valley) je údolí v Izraeli, v Severním distriktu, které tvoří východní část Jizre'elského údolí. Na rozdíl od západní poloviny Jizre'elského údolí je Charodské údolí odvodňováno do řeky Jordán, a to prostřednictvím vodního toku Nachal Charod (hebrejsky: נחל חרוד, anglicky: Nahal Harod), který pramení v lokalitě Ma'ajan Charod (hebrejsky: מעיין חרוד, anglicky: Ma'ayan Harod).
Na jižní straně je Charodské údolí ohraničeno masivem pohoří Gilboa, na severní straně se pozvolna zdvíhá náhorní planina Ramot Isachar. Na východě plynule přechází do Bejtše'anského údolí.

## Dějiny

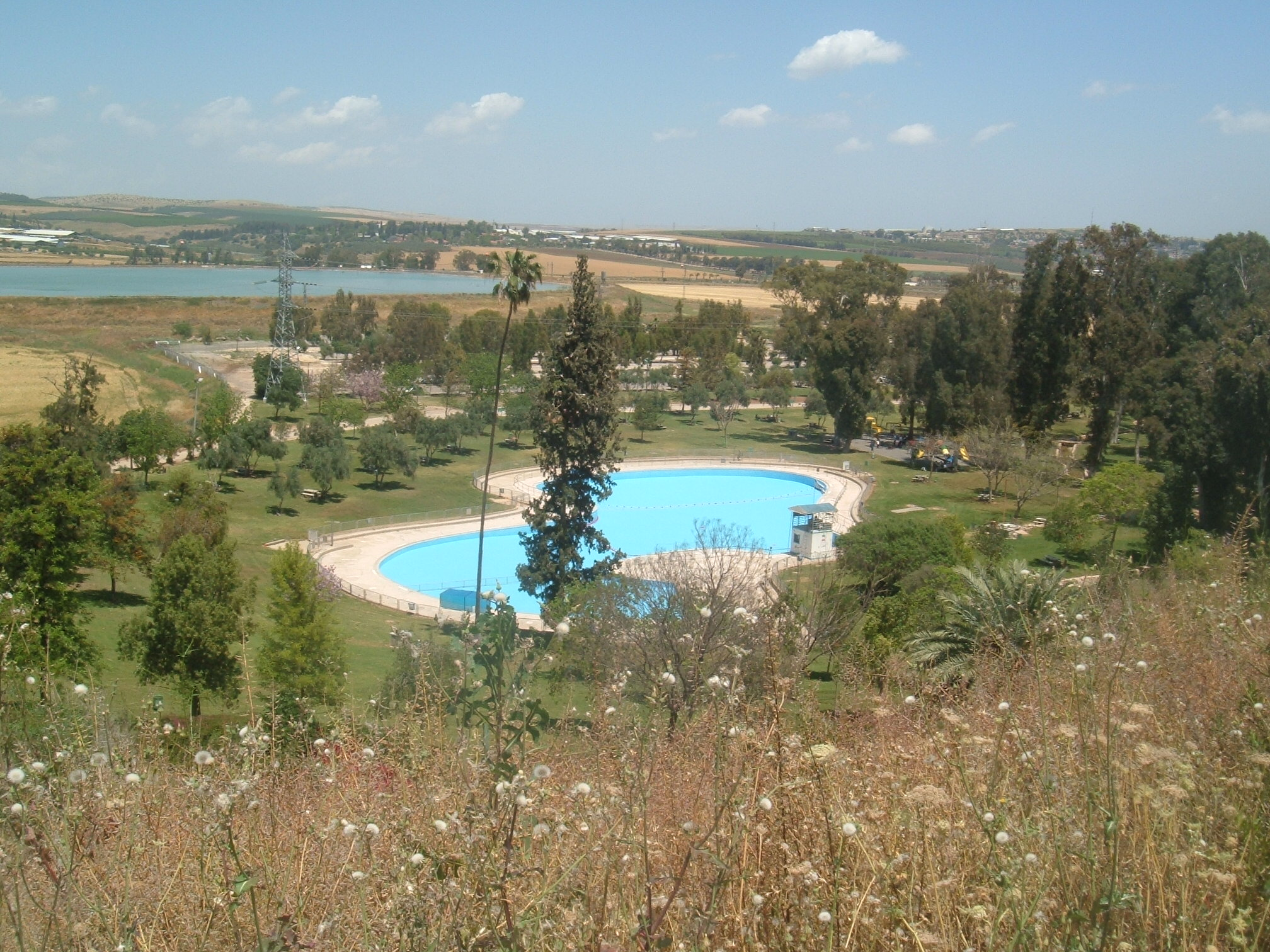
Pramen Ma'ajan Charod

Pramen Charod je zmiňován už v Bibli, v Knize Soudců 7,1: "Za časného jitra se Jerubaal, to je Gedeón, a všechen lid, který byl s ním, utábořili u pramene Charódu"
Novověké židovské osídlení se v tomto regionu začalo rozvíjet až ve 20. letech 20. století. Šlo o zemědělské osady jako Ejn Charod, Tel Josef nebo Bejt Alfa. Další vznikaly koncem 30. let 20. století jako opevněné židovské body typu Hradba a věž (Nir David). Mezi nimi až do roku 1948 existovaly i četné arabské vesnice, které byly během války za nezávislost v roce 1948 dobyty izraelskými sílami a vysídleny. Etnické složení populace údolí je nyní ryze židovské.
Celý pás údolí je intenzivně zemědělsky využíván. Kromě rostlinné výroby se zdejší zemědělské vesnice specializují na umělý chov ryb v rybnících, které vyplňují značnou část plochy údolí a které sem lákají velké množství ptactva (kormoráni, čápi, rackové).